# David DiLeo
David DiLeo (Iowa City, Iowa, 1 de enero de 1998) es un baloncestista estadounidense, que pertenece a la plantilla del Le Mans Sarthe Basket de la LNB Pro A francesa. Con 2,03 metros de estatura, juega en la posición de alero. 

## Trayectoria deportiva
Jugó cuatro temporadas con los Central Michigan Chippewas, donde en su última temporada ha aportado medias de 14,5 puntos y 5.1 rebotes, destacando por su gran eficacia para anotar desde fuera con un 40% de acierto desde el 6’75.
Después de terminar su periplo universitario en la NCAA, el 29 de junio de 2020 firmó un contrato con el UCAM Murcia de la liga ACB para disputar la temporada 2020/21.
El 13 de julio de 2021, firma por el PAOK Salónica BC de la A1 Ethniki, el primer nivel del baloncesto griego.
El 26 de julio de 2022, firma por el Czarni Słupsk de la liga polaca.
El 14 de junio de 2023 firma con ESSM Le Portel de la LNB Pro A francesa.
El 4 de junio de 2024 fichó por el Le Mans Sarthe Basket, también de la LNB Pro A.